# Lista de pinturas no Palácio Nacional da Ajuda

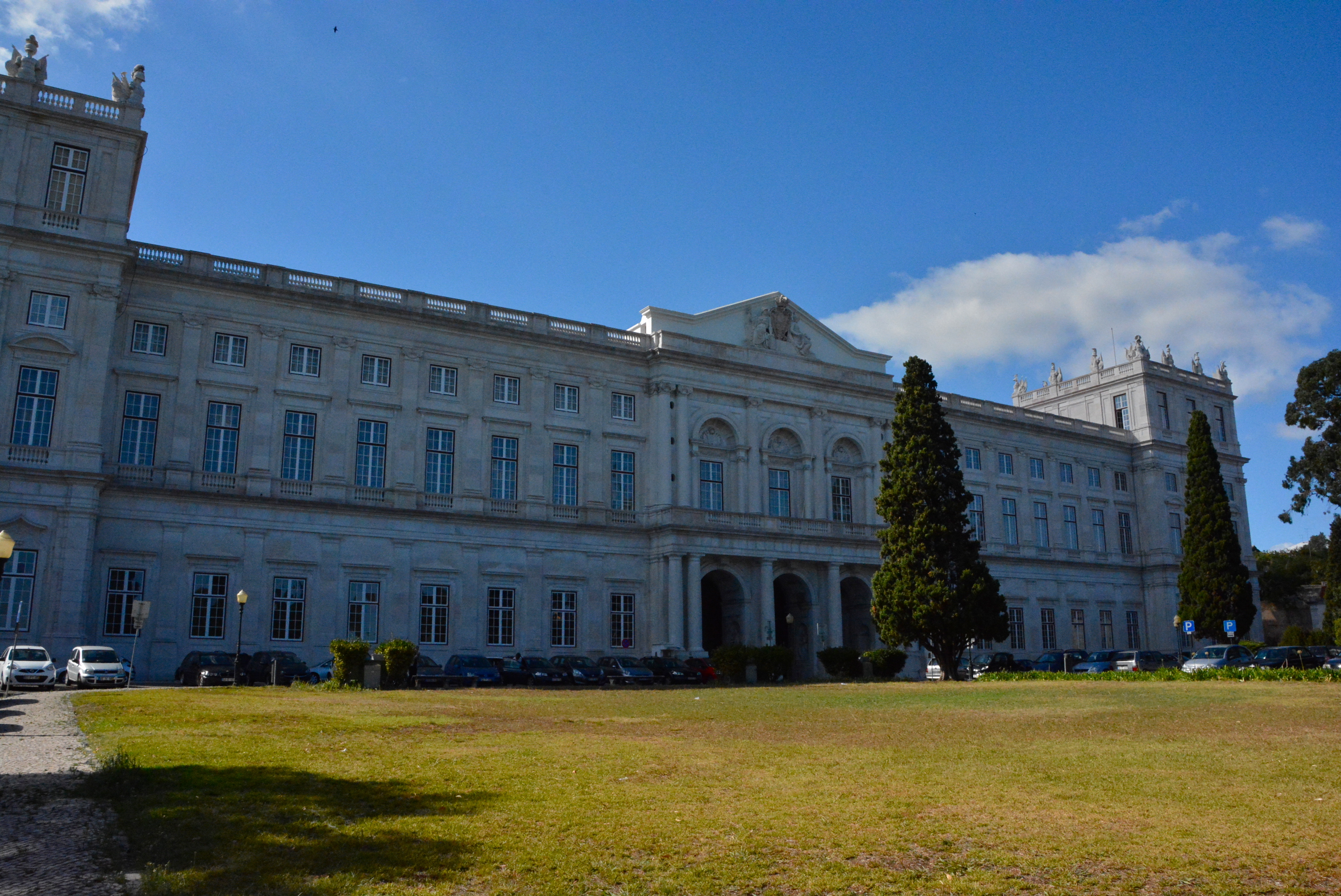
Palácio Nacional da Ajuda

Esta lista de pinturas no Palácio Nacional da Ajuda é uma lista não exaustiva das 
pinturas existentes n Palácio Nacional da Ajuda, não contendo assim todas as pinturas que fazem parte do seu acervo, mas tão só das que se encontram registadas na Wikidata.
A lista está ordenada pela data da publicação de cada pintura. Como nas outras listas geradas a partir da Wikidata, os dados cuja designação se encontra em itálico apenas têm ficha na Wikidata, não tendo ainda artigo próprio criado na Wikipédia.
A colecção de pintura do Palácio Nacional da Ajuda é constituída por mais de 450 pinturas a óleo a que acrescem cerca de 880 exemplares de aguarelas, desenhos, pastéis e blocos de esboços. Na origem desta coleção estão peças herdadas das colecções reais portuguesas, parte das quais integraram a Galeria de Pintura do Rei D. Luís. Constituida sobretudo por obras dos séculos XVIII e XIX de pintores portugueses e de diversas escolas europeias, na coleção sobressai o núcleo de retratos de membros da família real portuguesa.
| Imagem | Título                                                                                  | Criador                              | Data de Criação | Parte de | Descrito em |
| ------ | --------------------------------------------------------------------------------------- | ------------------------------------ | --------------- | -------- | ----------- |
|        | Santa Face de Cristo                                                                    | El Greco                             | 1610            |          |             |
|        | Retrato de Maria Ana de Áustria                                                         | Pompeo Batoni                        | século XVIII    |          |             |
|        | Retrato de D. João V                                                                    | Pompeo Batoni                        | século XVIII    |          |             |
|        | A Virgem com o Menino                                                                   | No/unknown value                     | século XVIII    |          |             |
|        | Retrato de D. José I                                                                    | No/unknown value                     | século XVIII    |          |             |
|        | Retrato do Príncipe Regente D. João                                                     | Domingos Sequeira                    | 1802            |          |             |
|        | Alegoria da Libertação de Portugal do Jugo Francês                                      | Arcângelo Fuschini                   | 1813            |          |             |
|        | Alegoria à História                                                                     | Arcângelo Fuschini                   | 1815            |          |             |
|        | Alegoria à Arquitectura                                                                 | Arcângelo Fuschini                   | 1816            |          |             |
|        | Alegoria à Escultura                                                                    | Arcângelo Fuschini                   | 1816            |          |             |
|        | Retrato de José Pedro de Carvalho                                                       |                                      | 1818            |          |             |
|        | Aclamação de D. João IV                                                                 | José da Cunha Taborda                | 1823            |          |             |
|        | O Feliz Regresso de Sua Majestade Fidelíssima do Rio de Janeiro para a Cidade de Lisboa | Arcângelo Fuschini                   | 1825            |          |             |
|        | Entrega do Leme a D. Miguel                                                             | Arcângelo Fuschini                   | 1828            |          |             |
|        | Retrato de D. Fernando II                                                               | Ferdinand Krumholz                   | 1845            |          |             |
|        | Retrato de D. Maria II de Portugal                                                      | Ferdinand Krumholz                   | 1846            |          |             |
|        | Busto de Negro                                                                          | Théodore Géricault                   | século XIX      |          |             |
|        | Retrato de D. Pedro V                                                                   | William Corden                       | 1854            |          |             |
|        | Pedro V                                                                                 | William Corden                       | 1854            |          |             |
|        | Chegada da Rainha D. Estefânia ao Tejo                                                  | João Pedroso                         | 1859            |          |             |
|        | Retrato de D. Pedro V                                                                   | Miguel Ângelo Lupi                   | 1860            |          |             |
|        | Retrato de D. Estefânia                                                                 | Karl Ferdinand Sohn                  | 1860            |          |             |
|        | Retrato de D. Luís I                                                                    | José Rodrigues                       | 1863            |          |             |
|        | Mulher de perfil                                                                        | Marciano Henriques da Silva          | 1864            |          |             |
|        | Ratificação do Casamento do Rei D. Luís e D. Maria Pia                                  | António Manuel da Fonseca            | 1864            |          |             |
|        | Vítor Manuel II em trajo de caça                                                        | Cesare Bernieri                      | 1865            |          |             |
|        | Retrato da rainha D. Maria Pia                                                          | Michele Gordigiani                   | 1865            |          |             |
|        | Retrato do rei D. Luís                                                                  | Michele Gordigiani                   | 1865            |          |             |
|        | O Príncipe Real D. Carlos                                                               | Gaetano Ferri                        | 1866            |          |             |
|        | Um Mouro                                                                                | Marciano Henriques da Silva          | 1867            |          |             |
|        | Paisagem de Sintra com Pastor e Cabras                                                  | Maria Guilhermina Silva Reis         | 1868            |          |             |
|        | A Família Real Portuguesa em Queluz                                                     | Joseph Layraud                       | 1876            |          |             |
|        | Retrato de D. Maria Pia                                                                 | Carolus-Duran                        | 1880            |          |             |
|        | Porträt des Queen Maria Pia of Portugal (1847-1911)                                     | Carolus-Duran                        | 1880            |          |             |
|        | Retrato do rei D. Carlos                                                                | José Malhoa                          | século XIX 1890 |          |             |
|        | Pombos num camarote                                                                     | Enrique Casanova                     | 1890            |          |             |
|        | Retrato de Eugénia Beauharnais                                                          | Joseph Bernhardt                     | século XIX      |          |             |
|        | Retrato de Enrique Casanova                                                             | Juan José Gárate                     | século XIX      |          |             |
|        | Imperatriz D. Leopoldina de Áustria                                                     | No/unknown value                     | século XIX      |          |             |
|        | A Vindima em Jerez                                                                      | Salvador Viniegra y Lasso de la Vega | 1901            |          |             |

∑ 40 items.